# Grand Crew
Grand Crew è una sitcom televisiva statunitense creata da Phil Augusta Jackson, andata in onda dal 14 dicembre 2021 al 28 aprile 2023 sulla rete NBC. Nel maggio 2022  la serie è stata rinnovata per una  seconda stagione, presentata in anteprima il 3 marzo 2023.
Nel giugno 2023 la serie  è stata cancellata dopo due stagioni.

## Trama
Un gruppo di amici discute degli alti e bassi della vita e dell'amore in un wine bar.

## Episodi
| Stagione         | Episodio | Prima TV originale | Prima TV italiana |
| ---------------- | -------- | ------------------ | ----------------- |
| Prima stagione   | 10       | 2021               | inedita           |
| Seconda stagione | 10       | 2023               | inedita           |